# 毛弘 (漢朝)
毛弘（?—?），字大雅，河南武陽人。
漢獻帝時為郎中，受教於秘書令，工書法，師法梁鵠，精八分書縑素書四千五百八十八字，成一家之法。又兼善古文、隸書、章草。建安末年卒。